# Athelia neuhoffii
Athelia neuhoffii ist eine Ständerpilzart aus der Familie der Gewebehautverwandten (Atheliaceae). Sie bildet resupinate, weiße und schimmelteppichartige Fruchtkörper auf Koniferen, Laubbäumen und deren Blättern sowie auf anderen Pilzen aus. Die bekannte Verbreitung der Art umfasst ein holarktisches Areal.

## Merkmale

### Makroskopische Merkmale
Athelia neuhoffii bildet wie alle Arten aus der Gattung der Gewebehäute (Athelia) weißlich-cremefarbene, zunächst dünne Fruchtkörper mit glattem Hymenium und faserigen bis rhizomorphen Ränder aus. Sie sind resupinat, das heißt direkt auf dem Substrat anliegend, und lassen sich leicht von diesem ablösen.

### Mikroskopische Merkmale
Athelia neuhoffi besitzt eine für Gewebehäute typische monomitisch Hyphenstruktur, das heißt, sie besitzt lediglich generative Hyphen, die dem Wachstum des Fruchtkörpers dienen. Die Hyphen sind hyalin und dünnwandig. Sie besitzen im Subhymenium fast immer, basal eher selten Schnallen und sind 4–6 µm breit. Meist verzweigen sich die Hyphen rechtwinklig und sind von kristallinen Strukturen durchsetzt. Die Art verfügt nicht über Zystiden. Die Basidien der Art sind hyalin, breitzylindrisch bis breitclavat (selten langgestielt) und 20–25 × 7,5–9 µm groß. Sie wachsen büschelig und besitzen vier, selten nur zwei Sterigmata. Die Sporen des Pilzes sind kugelig bis ellipsoid geformt, 6,5–8,5 × 4,5–5,5 µm groß, glatt und dünn- bis leicht dickwandig sowie hyalin.

## Verbreitung
Die bekannte Verbreitung von Athelia neuhoffi umfasst die nördlichen Regionen Eurasiens und Nordamerikas.

## Ökologie
Athelia neuhoffii ist ein Saprobiont, der Koniferen, Laubbäume, deren abgefallene Blätter sowie andere Pilzarten besiedelt. Bekannte Substrate sind etwa Balsam-Tanne (Abies balsamea), Amerikanische Buche (Fagus grandifolia) oder die Schmetterlings-Tramete (Trametes versicolor).